# ジャウム・コレット＝セラ
- ジャウマ・コレット＝セラ

ジャウム・コレット＝セラ（カタルーニャ語: Jaume Collet-Serra; [ˈʒawmə kuˈʎɛt ˈsɛrə]、1974年3月23日 - ）は、スペイン・バルセロナ県サント・イスクレ・ダ・バリャルタ出身の映画監督・映画プロデューサー。ジャウマ・コレット＝セラとも表記される。

## 人物
アメリカ合衆国で活動している。2005年の『蝋人形の館』、2009年の『エスター』、2011年の『アンノウン』、2014年の『フライト・ゲーム』、2015年の『ラン・オールナイト』などで知られている。

## 経歴
1974年にバルセロナ県サント・イスクレ・ダ・バリャルタに生まれた。資金と英語力は限られたものだったが、18歳の時には映画監督を志してアメリカ合衆国のロサンゼルスに転居。コロンビア・カレッジ・ハリウッドに進学し、在学中から編集者として働き始めた。デヴィッド・フィンチャー、スパイク・ジョーンズ、マーク・ロマネクなどの影響を受け、卒業制作として短編映画を製作する代わりにミュージックビデオを製作した。大学卒業後にはいくつかのミュージックビデオを手掛け、2分半の短編映画『AOL』はカンヌ国際映画祭で取り上げられた。この短編でコレット＝セラの株が上がり、その後、PlayStation、バドワイザー、マスターカード、ミラー・ライト、ポンティアック、スミノフ、ルノー、ベライゾン、セブンアップなどのコマーシャルの製作に携わった。
2005年にはプロデューサーのジョエル・シルバー（『マトリックス』シリーズ）から初長編映画を製作する機会を与えられ、1953年の『蝋人形の館』をリメイクした『蝋人形の館』を製作した。映画評論家からの評価は低調だったが、商業的には成功を収めた。この作品にはエリシャ・カスバートやチャド・マイケル・マーレイが出演している。2年後の2007年にはサッカー選手のサクセスストーリーをテーマとする『GOAL!2』を監督した。
3作目のサイコスリラー『エスター』では再びプロデューサーのシルバーとコンビを組み、ヴェラ・ファーミガ、ピーター・サースガード、イザベル・ファーマンなどが出演した。この作品は胎児を亡くした後に9歳の女の子を養子に迎えた夫婦を中心とした物語である。この作品の制作はダーク・キャッスル・エンターテインメントのシルバーとスーザン・ダウニー、レオナルド・ディカプリオ、アピアン・ウェイ・プロダクションズのジェニファー・デヴィッドソン・キロランである。この作品は2009年7月24日にアメリカ合衆国で劇場公開され、映画評論家からの評価は分かれたが、ファーマンの演技は高く評価された。
2011年にはリーアム・ニーソン、ダイアン・クルーガーを主演に据え、イギリスのサイコスリラー『アンノウン』を監督した。この作品はフランス人小説家ディディエ・ヴァン・コーヴラールが2003年に発表した『Hors de moi』を原作としている。2012年にはABCのホラードラマ『THE RIVER 呪いの川』の監督としてテレビ界にも進出した。1話はプエルトリコで撮影し、残りの7話はハワイで製作した。このドラマは概して好意的な批評を受け、Metacriticは27人の批評家の意見から64/100点をつけている。2012年12月にはニューヨークのジョン・F・ケネディ国際空港で『フライト・ゲーム』の撮影を開始。ニーソンとジュリアン・ムーアを主演に据え、2014年に劇場公開された。
2011年には自身の制作会社としてオンブラ・フィルムズを設立した。スタジオカナルからの出資を受け、新進気鋭のスペイン人映画製作者のキャリアアップを見据えた英語による低予算のホラー映画の製作を目指している。2015年11月、コレット＝セラはブレイク・ライヴリーを主演に据えたスリラー映画『ロスト・バケーション』の撮影をオーストラリアで開始した。

## フィルモグラフィ

### 映画

#### 監督作品
| 年   | 題名                               | 役割             | 備考                  |
| ---- | ---------------------------------- | ---------------- | --------------------- |
| 2005 | 蝋人形の館 House of Wax            | 監督             |                       |
| 2007 | GOAL!2 Goal II: Living the Dream   | 監督             |                       |
| 2009 | エスター Orphan                    | 監督             |                       |
| 2011 | アンノウン Unknown                 | 監督             |                       |
| 2014 | フライト・ゲーム Non-Stop          | 監督             |                       |
| 2015 | ラン・オールナイト Run All Night   | 監督・製作総指揮 |                       |
| 2016 | ロスト・バケーション The Shallows  | 監督・製作総指揮 |                       |
| 2018 | トレイン・ミッション The Commuter  | 監督・製作総指揮 |                       |
| 2021 | ジャングル・クルーズ Jungle Cruise | 監督             |                       |
| 2022 | ブラックアダム Black Adam          | 監督             |                       |
| 2024 | セキュリティ・チェック Carry On    | 監督             | Netflixオリジナル映画 |
| 2025 | 庭女 The Woman in the Yard         | 監督             | 日本劇場未公開        |
| 2025 | Play Dead                          | 監督             |                       |

#### 製作作品
| 年   | 題名                                                | 役割       |
| ---- | --------------------------------------------------- | ---------- |
| 2013 | 記憶探偵と鍵のかかった少女 Mindscape                | 製作       |
| 2013 | Hooked Up                                           | 製作総指揮 |
| 2014 | ファイナル・ゲーム Eden                             | 製作       |
| 2015 | ハーモニー・オブ・ザ・デッド Extinction             | 製作       |
| 2015 | サバイバル・ドライブ Curve                          | 製作       |
| 2020 | 元カレとツイラクだけは絶対に避けたい件 Horizon Line | 製作総指揮 |

### ドラマ
| 年   | 題名                                | 役割             |
| ---- | ----------------------------------- | ---------------- |
| 2012 | THE RIVER 呪いの川 The River        | 監督・製作       |
| 2018 | レヴェリー 仮想世界の交渉人 Reverie | 監督・製作総指揮 |

## 受賞とノミネート
ヨーロッパ映画賞
| 年   | 作品       | 部門   | 結果       |
| ---- | ---------- | ------ | ---------- |
| 2011 | アンノウン | 観客賞 | ノミネート |